# Dries De Bondt
Pour les articles homonymes, voir De Bondt.
Dries De Bondt, né le 4 juillet 1991 à Bornem, est un coureur cycliste belge. Il est notamment champion de Belgique sur route en 2020.

## Biographie

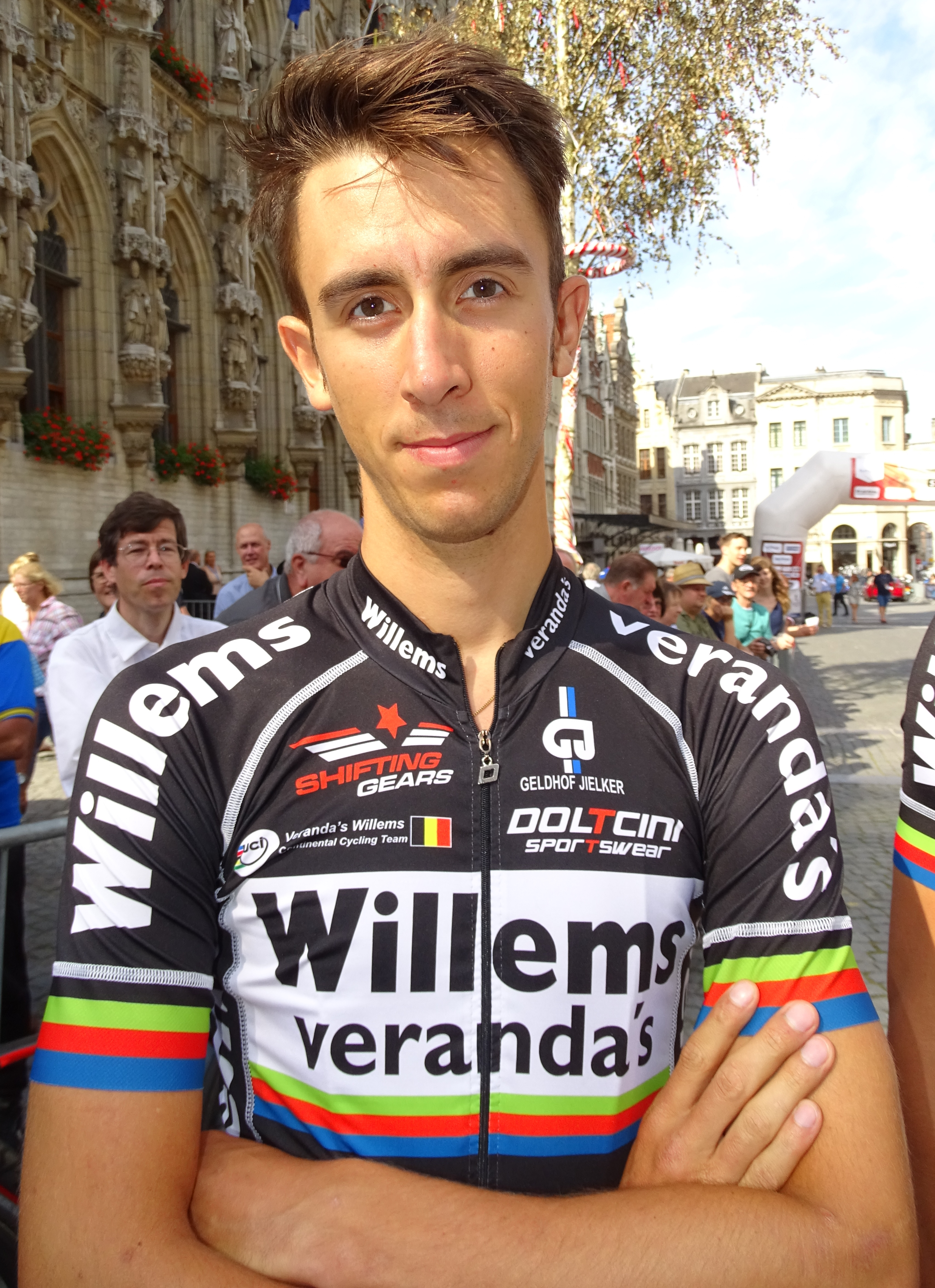
Dries De Bondt lors de départ du Grand Prix Jef Scherens 2015 à Louvain.

Dries De Bondt naît le 4 juillet 1991 à Bornem en Belgique. Il s'illustre dans un premier temps sur le calendrier national belge et notamment dans les critériums et kermesses locales. En 2013, il est diplômé de l'Université de Louvain avec un diplôme en administration des affaires et un diplôme de troisième cycle en gestion du sport à l'Université de Bruxelles.
Membre de l’équipe Josan-To Win en 2014, il remporte la Liedekerkse Pijl ainsi que la première étape du Tour du Brabant flamand qu'il termine deuxième au classement général. En fin de saison, il fait une grave chute lors du Tour de Vendée, après quoi il est placé dans un coma artificiel pendant deux semaines,. 
Il est recruté par l'équipe Verandas Willems en 2015. Sous ses nouvelles couleurs il remporte le contre-la-montre par équipes de la première étape de la Ronde van Midden-Nederland et termine troisième de Bruxelles-Zepperen. En 2016, il devient champion de Flandre-Orientale sur route, et remporte les troisième et quatrième étapes de l'Arden Challenge ainsi que la deuxième étape de la Ronde de l'Oise.
En 2016 et 2019, il remporte Halle-Ingooigem et en 2019 il gagne le Mémorial Rik Van Steenbergen. En 2020, il s'adjuge une étape de l'Étoile de Bessèges ainsi que le classement de la montagne du Tour de l'Algarve. La même année, il se classe deuxième de la Course des raisins. En septembre, il devient champion de Belgique sur route sur le parcours de Halle-Ingooigem qui lui réussit bien et où il s'est déjà imposé à deux reprises.
Après une année 2021 vierge de victoires, il s'impose lors de la 18e étape du Tour d'Italie 2022 dans un sprint à quatre à Trévise. Le 21 mai 2023, il gagne en solitaire à Anvers, l'Antwerp Port Epic, une course inscrite au calendrier de l'UCI Europe Tour. En octobre 2023, il termine sa saison en Chine au Tour du Guangxi, course de six étapes de l'UCI World Tour, où il s'empare du maillot de leader du classement général à l'issue de la 3e étape mais doit le céder dès le lendemain. Il remporte le classement par points de cette course chinoise.
En novembre 2023, Décathlon AG2R La Mondiale annonce le recrutement de Dries De Bondt pour 2024 et 2025.

## Palmarès et résultats

### Par année
- 2013
  - 2e de la Coupe de Belgique
- 2014
  - 1re étape du Tour du Brabant flamand
  - Kermesse d'Heusden
  - Liedekerkse Pijl
  - Grand Prix Lucien Van Impe
  - 2e du Tour du Brabant flamand
- 2015
  - Kermesse de Sinaai
  - 1re étape du Ronde van Midden-Nederland (contre-la-montre par équipes)
  - Grand Prix de Saint-Nicolas
  - 3e de Bruxelles-Zepperen
- 2016
  -  Champion de Belgique élites sans contrat
  - Championnat de Flandre-Orientale sur route
  - 3e et 4e étapes de l'Arden Challenge
  - 2e étape de la Ronde de l'Oise
  - Halle-Ingooigem
  - 3e de la Coupe de Belgique
- 2017
  - Grand Prix Paul Borremans
- 2018
  - 2e du Tour de Drenthe
  - 2e de la Tacx Pro Classic
  - 3e du Grand Prix Marcel Kint
- 2019
  - Halle-Ingooigem
  - Grand Prix Beeckman-De Caluwé
  - Mémorial Rik Van Steenbergen
  - 2e du Circuit du Houtland
  - 3e du Tour de Wallonie
- 2020
  -  Champion de Belgique sur route
  - 3e étape de l'Étoile de Bessèges
  - 2e de la Course des raisins
- 2021
  -  Prix de la combativité du Tour d'Italie
- 2022
  - 18e étape du Tour d'Italie
  - Textielprijs Vichte
  - 2e du Grand Prix Jean-Pierre Monseré
  - 2e du Grand Prix de Denain
  - 3e du Samyn
- 2023
  - Antwerp Port Epic
  - Bordes Izegem Koers
  - Textielprijs Vichte
- 2024
  - 3e de la Zwevezele Koers
  - 5e d'À travers les Flandres
- 2025
  - Gullegem Koerse
  - Grand Prix Raf Jonckheere
  - 3e du Grand Prix de Denain
  - 7e d'À travers les Flandres

### Résultats sur les grands tours

#### Tour d'Italie
3 participations
- 2021 : 91e, vainqueur du classement des sprints intermédiaires, vainqueur du classement de la combativité
- 2022 : 109e, vainqueur de la 18e étape
- 2025 : 128e, vainqueur du classement des sprints intermédiaires

### Classements mondiaux
| Année                                 | 2014 | 2015 | 2016 | 2017  | 2018 | 2019 | 2020 | 2021 | 2022 | 2023 | 2024 |
| ------------------------------------- | ---- | ---- | ---- | ----- | ---- | ---- | ---- | ---- | ---- | ---- | ---- |
| Classement mondial                    |      |      | 283e | 1039e | 244e | 101e | 171e | 368e | 102e | 428e | 526e |
| UCI Europe Tour                       | 639e | 544e | 125e | 649e  | 102e | 83e  | 141e | 306e | 85e  | nc   | nc   |
|                                       |      |      |      |       |      |      |      |      |      |      |      |
| Légende : nc = non classéSource : UCI |      |      |      |       |      |      |      |      |      |      |      |